# Erklär mir, Liebe
Erklär mir, Liebe ist ein Gedicht der österreichischen Schriftstellerin Ingeborg Bachmann, das 1956 erstmals veröffentlicht wurde. Es ist der Liebeslyrik nach 1945 zuzurechnen und artikuliert den Schmerz über „die Unvereinbarkeit des geistigen Charakters mit dem animalischen und vegetativen Charakter der Liebe.“

## Sprechsituation
Wesentliches Element der Sprechsituation ist das lyrische Ich (Verse 21, 30, 31, 36). Unklar ist, ob es sich um eine Frau oder einen Mann handelt.
Das Gegenüber, das mit du angesprochen wird, lässt sich nicht zweifelsfrei bestimmen: 
- In den Imperativen (Verse 10, 24, 30 und 36) kann, wie sich aus der Apostrophe Liebe ergibt, eine „allegorische Personifizierung der Liebe“ vorliegen, also das Gefühl der Liebe gemeint sein.[3]
- Ebenso kann sich das Pronomen aber auch auf „eine Frau, die [das lyrische Ich] Liebe nennt“, beziehen.[2] In der ersten Strophe trägt das lyrische Du jedoch die Züge eines Mannes: Es lüftet den Hut zum Gruß (Vers 1).

- An anderer Stelle (Verse 8 und 9) erscheint es aufgrund des Inhalts plausibel, dass das lyrische Ich mit dem Pronomen du zu sich selbst spricht, so dass sich das Ich und das Du „zusammen denke[n]“ lassen.[4] Es könnte sich also auch um ein „verzweifeltes Selbstgespräch“ handeln.[3]

Christa Wolf fasste diese „Grammatik der vielfachen gleichzeitigen Bezüge“, die „logisch nicht zu denken“ sei, so zusammen: „Du bist ich, ich bin er, es ist nicht zu erklären.“

## Aufbau und Stil

### Textebene
Das Gedicht besteht aus 38 Versen. Diese sind zu neun unterschiedlich langen Strophen gruppiert. Die drei einzeiligen Strophen II, V und VII bestehen aus Ausrufen, wobei in II und V der Titel des Gedichts mit einem Ausrufezeichen am Ende wiederholt wird.
Es ist kein durchgängiges Versmaß vorhanden. Ein männlicher Endreim findet sich in den Versen 21 und 23 (...ich fühlte auch, ...fernen Erdbeerstrauch), ein ebenfalls männlicher Innenreim in Vers 5 (...im Land...überhand). Der Zeilenstil bestimmt das Gedicht weitgehend. Das Enjambement, das die Verse 36 und 37 verbindet, bildet als Stilmittel den Gang des Salamanders durch das Feuer nach.

### Satzebene
Während die Naturwesen als Subjekte auftreten (etwa „die Taube stellt den Federkragen hoch“, Vers 12), ist dies beim Gedankenwesen Mensch in den ersten Versen nicht der Fall: Beispielsweise lüftet in Vers 1 nicht das lyrische Du den Hut, sondern der Hut lüftet sich selbst. In Vers 7/8 („von Flocken blind erhebst du dein Gesicht / du lachst und weinst und gehst an dir zugrund“) erscheint der Mensch erstmals als Subjekt: Mit seiner Verworrenheit „ist er ganz identisch“.

### Wortebene
Die Verse 1 mit 4 beginnen anaphorisch mit dem Personalpronomen dein. Das Abstraktum Liebe wird in diesem Text direkt angesprochen, also personifiziert (Erklär mir, Liebe!, Vers 10).

## Thematik
Die erste Strophe deutet „Kommunikation und Unmöglichkeit der Kommunikation“ an. Während hier Erscheinungsformen der erloschenen Liebe eines Menschen formuliert werden („dein Herz hat anderswo zu tun“, Vers 3), wird in der dritten und vierten Strophe die Liebe im Tierreich idealisiert, „in einander stützenden, einander höher treibenden und übersteigenden Bildern Liebesspiele in der Natur beschreibend“. Auch in der sechsten Strophe erscheint die Natur als friedlich. In Vers 29, der diese Passage abschließt, wird selbst die unbelebte Natur als gefühlvoll gezeichnet („Ein Stein weiß einen andern zu erweichen!“). Am Ende der dritten Strophe wünscht das lyrische Ich, es könne an dieser Welt teilhaben („hätt ich nur seinen Sinn...“, Vers 21). Es stellt diesem Gefühl der Einheit ab Vers 30 seine Realität gegenüber, eine Welt des Mangels, in der es nur „Gedanken“, keine Wesen und keine Gefühle gibt.
Das lyrische Ich bittet zwar die Liebe mehrfach um Erklärung von Phänomenen, die es nicht selbst deuten kann (Verse 10, 24 und 30), zieht diese Bitte jedoch kurz vor dem Ende des Gedichts wieder zurück (Vers 36). Unmittelbar danach zeigt es eine Möglichkeit auf, wie die leidvolle Situation überstanden werden kann: Es stellt die Unempfindlichkeit des Salamanders heraus, der im Feuer ohne Schmerzen überleben kann (Verse 36-38). Damit weist das lyrische Ich darauf hin, dass die Immunität gegen Gefühle Leid verhindern kann, und es zeigt, dass es auch in der Natur solche Wesen gibt. Ein Hinweis, dass das lyrische Ich diesen Weg gehen will, findet sich jedoch nicht; vielmehr endet das Gedicht an dieser Stelle. Dies könnte als Hinweis darauf gelten, dass das lyrische Ich dies „als Preis für Unversehrbarkeit nicht zahlen [wolle]: fühllos sein.“ „Die Unvereinbarkeit des geistigen Charakters mit dem animalischen und vegetativen Charakter der Liebe wird schmerzlich empfunden.“

### Rolle des Denkers
In den Versen 31 mit 34 wird die Existenz des lyrischen Ichs als die eines denkenden Menschen beschrieben, die die Liebe ausschließe (Vers 32/33). Christa Wolf hielt die folgende Deutung der Verse für möglich: Das lyrische Ich solle allein mit den Gedanken des Geliebten Umgang haben; dieser sei der andere „Geist“, der auf das lyrische Ich zähle (Vers 35). Wegen dieser ausschließlich im Denken stattfindenden Begegnung könne das lyrische Ich „nichts Liebes kennen und nichts Liebes tun“ (Vers 33), vermisse also den Geliebten oder aber auch sich selbst als ganzen Menschen wegen der Reduktion auf die gedankliche Ebene. „Die Brüderlichkeit, Natürlichkeit, Arglosigkeit, die er sich weggedacht, sie fehlen ihm nun doch.“ In dem Gedicht drückt sich intellektuelle Vereinsamung aus.

### Sprachkritik
Die „alte, abgegriffene, verbrauchte Sprache“ wird der Beschreibung der Liebe nicht mehr gerecht.
Im Spannungsfeld zwischen Gefühl und Reflexion geht es „um die Möglichkeit der Dichterin, sich in einer natürlichen Liebessprache selbstdarstellerisch auszuweisen.“ So wird die Liebe „als andere Sprache erfahren“, als Sprache, die „über den bloßen Mitteilungswert hinausgeht“. Die neue Sprache ist Voraussetzung einer neuen Welt.

## Stellung im Werk
Das Gedicht wurde im Juli 1956 erstmals in der Wochenzeitung Die Zeit veröffentlicht. Es erschien im selben Jahr in der zweiten Gedichtsammlung der Dichterin, Anrufung des Großen Bären. Hierin ist es das sechste Gedicht im zweiten der drei Teile, in dem sich auch Reklame findet.

## Rezeption
Christa Wolf beschäftigte sich im Zuge der Vorarbeiten zu ihrer Erzählung Kassandra mit dem Gedicht und veröffentlichte ihre Überlegungen im Rahmen ihrer vierten Frankfurter Poetik-Vorlesung 1982. Ingeborg Bachmann war 1959/1960 die erste Dozentin dieser Poetik-Vorlesungen. Das Gedicht stelle das gegen Gefühle unempfindliche, eindeutige Denken zwar als eine Existenzmöglichkeit dar, jedoch nicht als Weg des lyrischen Ich; es sei insofern „ein Beispiel von genauester Unbestimmtheit, klarster Vieldeutigkeit.“

## Textausgaben
- Erstveröffentlichung in Die Zeit, Hamburg, Jahrgang 11, Nr. 29, 19. Juli 1956, S. 7.[8]
- Die Anrufung des Großen Bären. 1956 und 1968.